# Апокалипсо
Апокалипсо је први соло албум хрватског певача Дарка Рундека. Албум садржи 12 песама од којих су хитови насловна нумера и Señor. Сам назив потиче од речи апокалипса и калипсо. Албум је изашао на прелазу из 1996 на 1997. годину.

## Позадина
Након распада Хаустора почетком 90-их, Рундек се сели у Париз јер су му тамо живели супруга и тада новорођени син. У Берлину добија награду Аке Бломстром.
Током рата, био је музичку уредник на станици Радио Брод. Радио је почео са експерименталним програмом 7. априла 1993. да би првог јуна исте године почео редовни програм. 28. фебруара наредне године, укинуто је емитовање програма, а затим се у етар вратио на кратко почетком марта. О раду Брода писали су The Observer, Newsweek итд.
Након прекида емитовања радија Брод, дао је интервју за Време забаве, месечном додатку недељника Време.
1995. године учествује са Хаустором на Фију брију фесту. Неколико месеци касније, Хаустор наступа на фестивалу Загреб гори.
5. октобра 1996. године је премијерно изведена представа "Апокалипсо".

## О албуму
Албум садржи песме махом инспирисане калипсо музиком, али албум има и рок мотиве. Сниман је Паризу и Загребу током 1995 и 1996. 
Албум је награђиван Порином 1998. године.
Албум је праћен спотом за насловну нумеру.
2021. године, албум је издат на транспарентној грамофонској плочи.

## Списак песама
| №   | Назив               | Трајање |  |
| 1.  | Апокалипсо          | 3:56    |  |
| 2.  | Транзит             | 3:49    |  |
| 3.  | Уајдалалај          | 3:51    |  |
| 4.  | Море, море          | 4:29    |  |
| 5.  | Штрајк жељезничара  | 3:56    |  |
| 6.  | Шувар и вариво      | 5:12    |  |
| 7.  | Црни Дуси           | 2:57    |  |
| 8.  | Señor               | 5:10    |  |
| 9.  | Old boy             | 4:14    |  |
| 10. | Гране смо на вјетру | 5:03    |  |
| 11. | За нас              | 6:00    |  |
| 12. | Theme 58            | 4:45    |  |

## Обраде
Апокалипсо-Freedom! '90 (Џорџ Мајкл)-песма која је требала да се нађе на албуму Довитљиви мали чудаци почетком 90-их година-Зашто правиш слона од мене (Дино Дворник)-Оженићеш се ти (Зана) - Тужна је ноћ (Дорис Драговић).

## Занимљивости
- Постоји француски препев за насловну нумеру.[28]
- Насловна нумера је први пут изведена 1995.[1]

## Топ листе

### Недељна листа
| Листа     | Највиша позиција |
| --------- | ---------------- |
| ХР Топ 40 | 1                |

### Годишња листа
| Листа | Највиша позиција |
| ----- | ---------------- |
| ХДУ   | 9                |